# Mo Udall

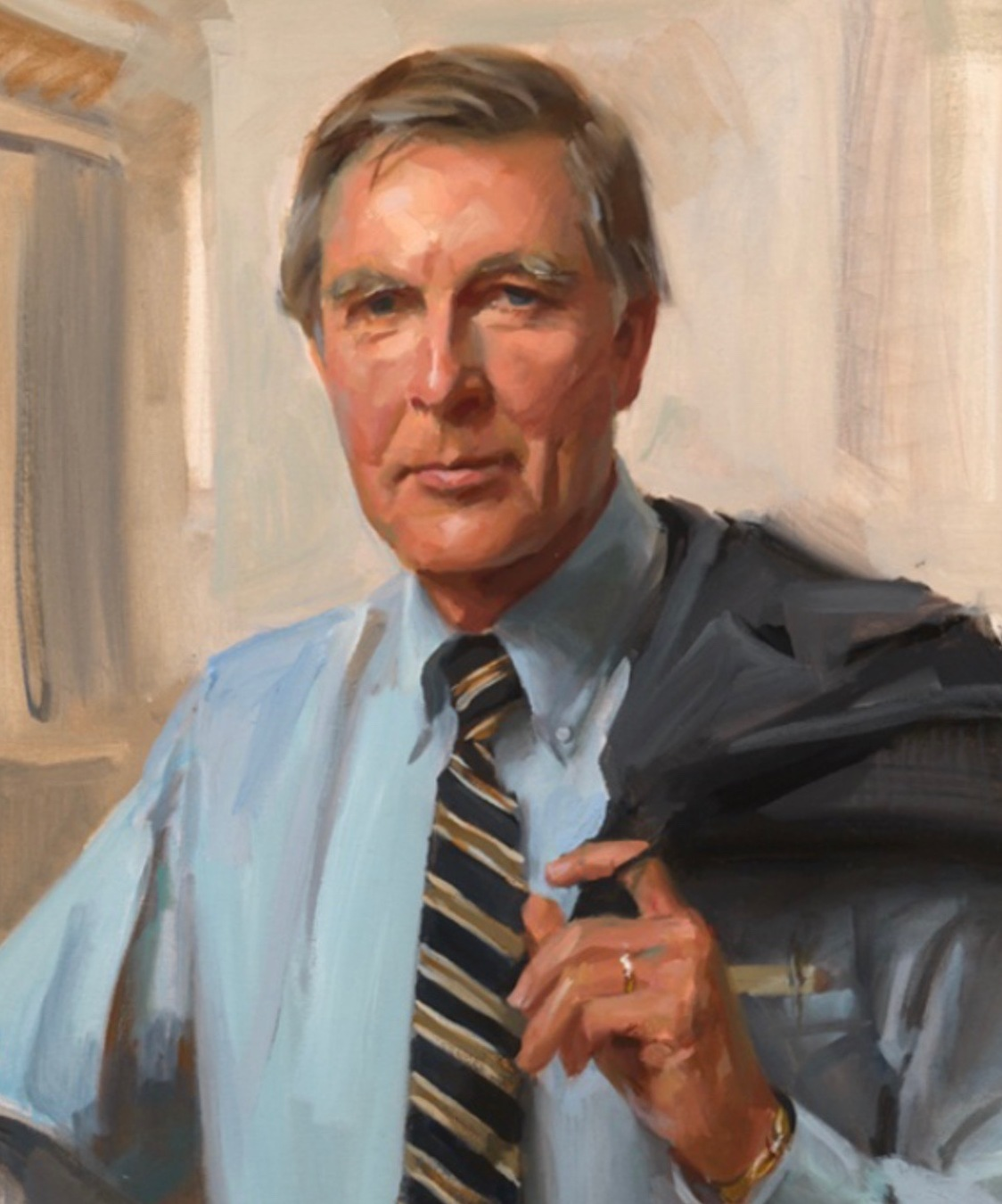
Mo Udall (1985)

Morris King „Mo“ Udall (* 15. Juni 1922 in St. Johns, Arizona; † 12. Dezember 1998 in Washington, D.C.) war ein US-amerikanischer Politiker (Demokratische Partei), der für den Bundesstaat Arizona von 1961 bis 1991 im US-Repräsentantenhaus saß. Bekannt war der überzeugte Umweltpolitiker für seine liberalen Ansichten und seinen Humor.

## Leben
Udall wurde als Sohn eines Rechtsanwalts und Richters am Arizona Supreme Court in St. Johns (Arizona) geboren, wo er, ebenso wie seine fünf Geschwister, die örtliche Schule besuchte. Im Alter von sechs Jahren verlor er bei einem Unfall ein Auge, so dass er sein Leben lang ein Glasauge tragen musste. Trotz dieser Behinderung war er während seiner Zeit an der Highschool aktiv in der Basketball- und der Footballmannschaft der Schule, war Mitglied der Schulband und spielte Theater.
1942 nahm er als Mitglied der United States Army Air Forces am Zweiten Weltkrieg teil und wurde u. a. im Süd-Pazifik eingesetzt. Er quittierte die Armee 1946 im Rang eines Captain. Anschließend begann er ein Jurastudium an der Law School der University of Arizona. Nach einem ersten Universitätsabschluss spielte er in der Saison 1948/49 für die Denver Nuggets in der National Basketball League. Während dieser Zeit setzte er sein Studium am Denver College of Law fort. 1949 beendete er sein Jurastudium an der Universität Arizona als Juris Doctor (J.D.).
1949 gründete er in Tucson zusammen mit seinem Bruder Morris Udall die Anwaltskanzlei Udall & Udall, wo er bis 1961 tätig war.

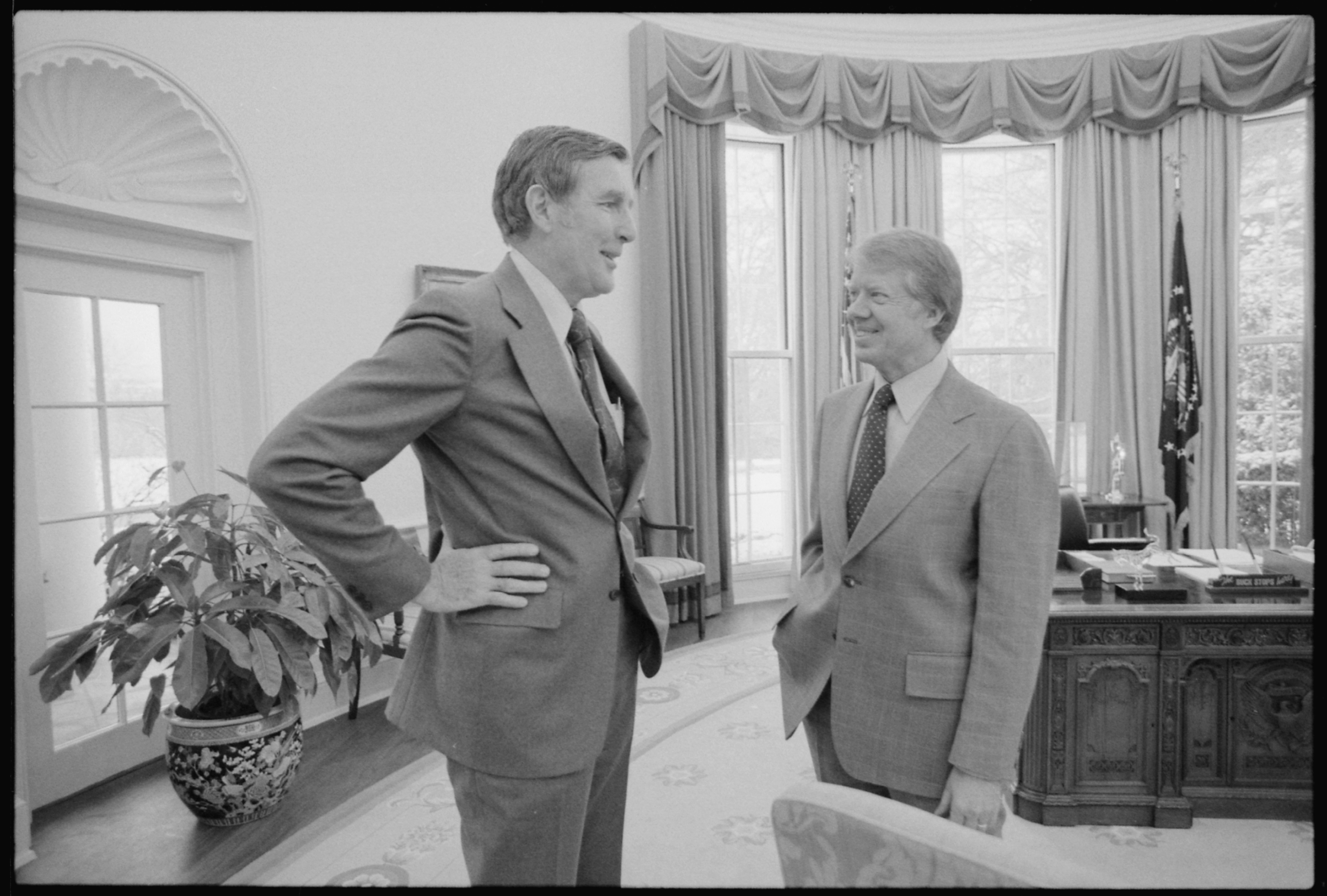
Mo Udall und Jimmy Carter im Oval Office, 1978

1961 wurde er in das US-Repräsentantenhaus gewählt. Von 1961 bis 1991 war er Mitglied im Repräsentantenhaus der Vereinigten Staaten. 1961 berief John F. Kennedy Udalls Bruder in sein Kabinett als United States Secretary of the Interior. 1976 verlor Mo Udall die Vorwahlen zur Präsidentschaftskandidatur nur sehr knapp gegen den späteren Amtsinhaber Jimmy Carter.
Von 1977 bis 1991 war er Vorsitzender des United States House Committee on Natural Resources. Während seiner Präsidentschaft wurden mehrere Millionen Acres Regierungsland unter Naturschutz gestellt, und per Erlass wurde ein Entwicklungsverbot von mehreren Millionen Acres Regierungsland in Alaska beschlossen.
1980 wurde bei ihm Morbus Parkinson diagnostiziert. 1991 legte er sein Mandat nieder.
Der Reporter David Broder bezeichnete ihn als „too funny to be president“, so auch der Titel von Udalls Autobiographie.

## Familie
Udall war dreimal verheiratet. Mit seiner ersten Ehefrau hatte er sechs Kinder. Die Ehe wurde 1966 geschieden. In zweiter Ehe heiratete er Ella Lee Royston, die 1988 Suizid beging. 1989 heiratete er seine dritte Ehefrau, Norma Gilbert.
Sein Bruder Stewart Udall war unter John F. Kennedy Innenminister. Udalls Sohn Mark vertrat den Bundesstaat Colorado von 1999 bis 2009 im US-Repräsentantenhaus, ehe er innerhalb des Kongresses in den Senat wechselte. Udall Neffe Tom Udall wurde 2008 in den US-Senat gewählt.

## Ehrungen
- 1996 wurde Udall mit der Presidential Medal of Freedom ausgezeichnet.[2]
- 1992 wurde die Udall Foundation durch den Kongress der Vereinigten Staaten zu Ehren von Morris K. Udall gegründet.[3]
- 1998 wurde das Morris K. Udall Center of Excellence for Parkinson’s Disease Research durch den US-amerikanischen Kongress gegründet. Federführend ist die Universität Rochester.[2]
- Point Udall auf den Virgin Islands und Point Udall in Guam wurden nach Mo Udall benannt.[4]